# Кунзанг Чоден (стрелок)
Кунзанг Чоден (англ. Kunzang Choden, род. 14 августа 1984 года, Тхимпху) — бутанская спортсменка (пулевая стрельба из пневматической винтовки).
Кунзанг Чоден начала тренироваться в 2004 году.
На летних Олимпийских играх 2012 года Кунзанг Чоден закончила квалификацию на 56 месте, набрав 381 очко. Она не прошла в финал соревнований.
Кунзанг Чоден — первая представительница Бутана на Олимпиадах, которая занимается не стрельбой из лука. До этого на семи подряд Олимпиадах Бутан представляли лишь лучники.

## Семья
Муж Кунзанг Чоден (англ. Kinzang Seldon) — бутанский стрелок, её тренер.
Она мать двоих детей.